# Antonio Magliabecchi

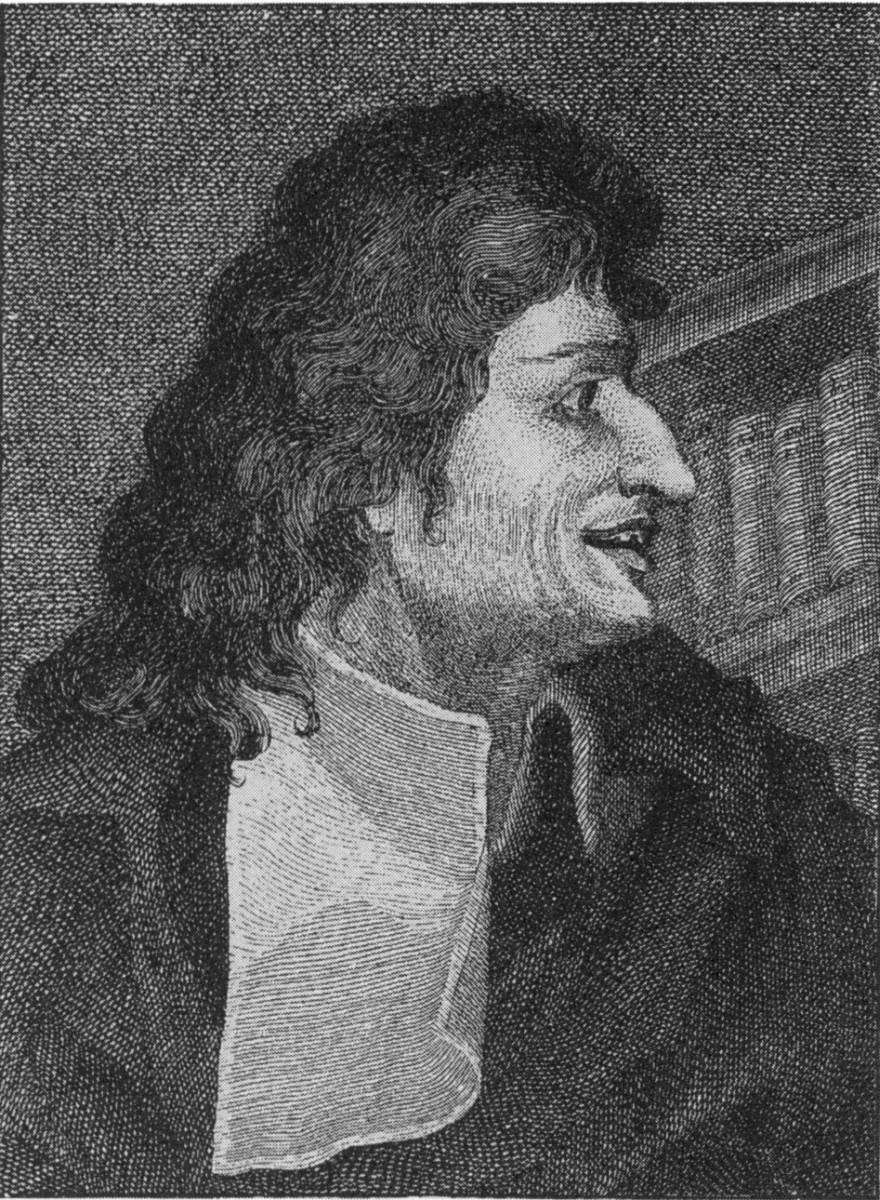
Antonio Magliabecchi.

Antonio Magliabecchi (Florencia, 20 o 28 de octubre de 1633 - Florencia, 4 de julio de 1714) fue un famoso bibliotecario, erudito y bibliólogo italiano. Hijo de Marco Magliabecchi, burgués y Ginevra Baldorietta. Aunque Magliabecchi fue aprendiz de orfebre y trabajó de ello hasta cumplir los catorce años, Michele Ermini, bibliotecario del cardenal de Médici, reconoció sus dotes y le enseñó latín, griego y hebreo.
En 1673 se convirtió en bibliotecario de Cosme III de Médici.quien le confió la custodia de la Biblioteca Palatina Medici, en el Palazzo Pitti. Magliabecchi se convirtió en la figura central de la vida literaria de Florencia, y eruditos de muchos países quisieron conocerle y cartearse con él. Aunque su importante posición le dio bastante reconocimiento, es recordado más por sus habilidades personales, y por su enorme capacidad para memorizar lo que leía.
Ha sido descrito como un glotón literario, y el más racional de los bibliomaníacos, dado que leyó todos y cada uno de los libros que cayeron en sus manos. Su biblioteca personal contenía unos 40 000 libros y 10 000 manuscritos. Su casa estaba literalmente desbordada por los libros; las escaleras estaban llenas de ellos, y llegaban incluso al porche delantero. Se han contado muchas historias acerca de su impresionante memoria, que era «como cera para recibir y mármol para guardar». Una de las más conocidas de estas historias dice que cuando Cósimo le pidió un libro extremadamente raro, él contestó: «Señor, sólo hay una copia de ese libro en el mundo; está en la biblioteca del Gran Señor en Constantinopla, y es el undécimo libro de la segunda estantería a mano derecha según se entra».
En asuntos mundanos, Magliabecchi fue extremadamente despistado. Incluso se olvidó de reclamar su salario durante un año. Vestía sus ropas hasta que se le caían, dado que pensaba que era una gran pérdida de tiempo cambiarse de ropa cada noche: «la vida es tan corta, y hay tantos libros». Daba la bienvenida a todos los eruditos que le preguntaban, siempre que no le molestaran mientras estaba trabajando. Tenía una especial manía contra los jesuitas. Un día señaló a un hombre el palazzo Riccardi y dijo: «Aquí tuvo lugar el nuevo nacimiento del aprendizaje», y luego, girándose al colegio de los jesuitas: «Ahí vinieron para enterrarle».
Fue un hombre de aspecto salvaje, muy descuidado consigo mismo. Rechazaba ser esperado, y raramente se quitaba la ropa para ir a la cama. Su cena se basaba habitualmente en tres huevos duros y un poco de agua. Tenía una pequeña mirilla en su puerta, por la que podía ver a todos aquellos que se acercaban a él, y si no le apetecía su compañía, los rechazaba. Se cuenta que nunca en su vida se alejó de Florencia más que para ir a Pratz, donde acompañó al cardenal Norris a ver un manuscrito.
Murió a los 81 años (en 1714) en el monasterio de Santa María Novella. Donó sus libros al Gran Duque para que fueran usados como una biblioteca pública, y su fortuna fue donada a los pobres. En 1861, el rey Victor Emmanuel unió su colección, conocida como Magliabechiana con la privada del Gran Ducado, formando la Biblioteca Nazionale.